# Existència

El quantificador existencial ∃ s'utilitza sovint en lògica per expressar l'existència.

L'existència és l'estat de ser real o participar en la realitat. L'existència contrasta amb la no-existència, el no-res i el no-ésser. Una distinció comuna és entre l'existència d'una entitat i la seva essència, que fa referència a la naturalesa o qualitats essencials de l'entitat.
L'ontologia és la disciplina filosòfica que estudia què és l'existència. La visió ortodoxa és que és una propietat de segon ordre o una propietat de propietats. Segons aquesta visió, dir que una cosa existeix vol dir que les seves propietats estan instanciades. Una visió diferent sosté que l'existència és una propietat de primer ordre o una propietat dels individus. Això vol dir que l'existència té el mateix estatus ontològic que altres propietats dels individus, com el color i la forma. Els meinongians accepten aquesta idea i sostenen que no tots els individus tenen aquesta propietat: afirmen que hi ha alguns individus que no existeixen. Aquesta visió és rebutjada pels universalistes, que veuen l'existència com una propietat universal de cada individu.
A la literatura acadèmica es discuteixen diversos tipus d'existència. L'existència singular és l'existència d'entitats individuals mentre que l'existència general es refereix a l'existència de conceptes o universals. Altres distincions són entre existència abstracta i concreta, entre existència possible, contingent i necessària, i entre existència física i mental. Una qüestió estretament relacionada és si existeixen diferents tipus d'entitats de diferents maneres o en diferents graus.
Una qüestió clau en ontologia és si hi ha una raó d'existència en general o per què existeix alguna cosa. El concepte d'existència és rellevant per a diversos camps, com ara la lògica, l'epistemologia, la filosofia de la ment, la filosofia del llenguatge i l'existencialisme.

## Definició i termes relacionats
L'existència és l'estat de ser real. Existir vol dir tenir ser o participar en la realitat. L'existència és el que diferencia les entitats reals de les imaginàries. Pot referir-se tant a entitats individuals com a la totalitat de la realitat. La paraula «existència» té les seves arrels en el terme llatí medieval ex(s)istere, que significa destacar, aparèixer i sorgir. L'existència és estudiada per la subdisciplina de la metafísica coneguda com a ontologia.
Els termes «ésser», «realitat» i «actualitat» estan estretament relacionats amb l'existència. Normalment, s'utilitzen com a sinònims d'«existència», però els seus significats com a termes tècnics poden desaparèixer. Segons el metafísic Alexius Meinong, per exemple, totes les entitats tenen ésser però no totes tenen existència. Argumenta que només els objectes possibles, com el Pare Noel, tenen ésser però no existeixen. L'ontòleg Takashi Yagisawa contrasta l'existència amb la realitat. Ell veu «realitat» com el terme més fonamental, ja que caracteritza totes les entitats per igual. Defineix l'existència com un terme relatiu que connecta una entitat amb el món que habita. Segons Gottlob Frege, l'actualitat és més estreta que l'existència. Sosté que les entitats reals poden produir i experimentar canvis. Afirma que algunes entitats existents no són reals, com ara números i conjunts.
L'existència contrasta amb la inexistència, que fa referència a la manca de realitat. És controvertit si els objectes es poden dividir en objectes existents i objectes inexistents. Aquesta distinció s'utilitza de vegades per explicar com és possible pensar en objectes de ficció, com ara dracs i unicorns. Però el concepte d'objectes inexistents no és generalment acceptat. Termes oposats estretament relacionats són el no-res i el no-ésser.
Un altre contrast és entre l'existència i l'essència. L'essència fa referència a la naturalesa intrínseca o a les qualitats definitòries d'una entitat. L'essència d'alguna cosa determina quin tipus d'entitat és i com es diferencia d'altres tipus d'entitats. L'essència correspon al que és una entitat mentre que l'existència correspon al fet que és. Per exemple, és possible entendre què és un objecte i comprendre la seva naturalesa encara que no sàpiga si aquest objecte existeix.
Alguns filòsofs, com Edmund Husserl i Quentin Boyce Gibson, consideren que l'existència és un concepte elemental. Això vol dir que no es pot definir en altres termes sense implicar circularitat. Això implicaria que pot ser difícil o impossible caracteritzar l'existència o parlar de la seva naturalesa d'una manera no trivial.
Una qüestió estretament relacionada es refereix a la distinció entre els conceptes d'existència prims i gruixuts. Els conceptes prims entenen l'existència com una propietat lògica que comparteix totes les coses existents. No inclou cap contingut substancial sobre les implicacions metafísiques de tenir existència. Un exemple d'un concepte prim d'existència és afirmar que l'existència és el mateix que la propietat lògica de la pròpia identitat. Els conceptes gruixuts de l'existència engloben una anàlisi metafísica del que significa que alguna cosa existeix i quines característiques essencials implica l'existència. Per exemple, l'afirmació de George Berkeley que esse est percipi presenta un concepte gruixut de l'existència. Es pot traduir com «ser és ser percebut» i destaca la naturalesa mental de tota l'existència.
Alguns filòsofs subratllen que hi ha una diferència entre les entitats que existeixen i l'existència mateixa. Aquesta distinció juga un paper central en la filosofia de Martin Heidegger, que l'anomena diferència ontològica.

## Teories de la naturalesa de l'existència

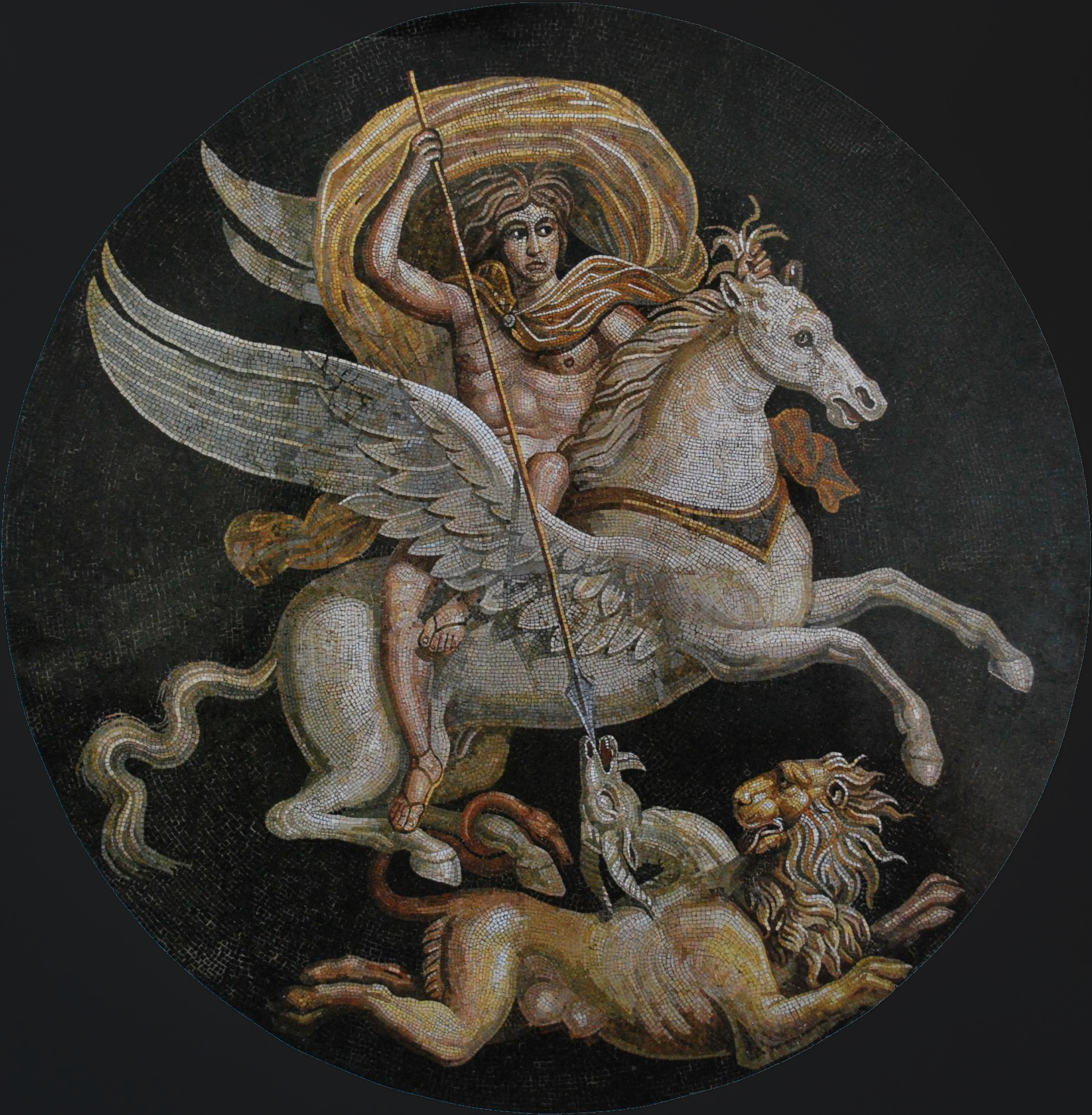
Un dels temes tractats per les teories de la naturalesa de l'existència es refereix a l'estatus ontològic d'objectes de ficció com Pegàs.

Les teories de la naturalesa de l'existència tenen com a objectiu explicar què significa que alguna cosa existeixi. La disputa central sobre la naturalesa de l'existència és si s'ha d'entendre com una propietat dels individus.
Les dues teories principals de l'existència són les de primer ordre i les de segon ordre. Les teories de primer ordre entenen l'existència com una propietat dels individus. Algunes teories de primer ordre ho veuen com una propietat de tots els individus, mentre que altres sostenen que hi ha alguns individus que no existeixen. Les teories de segon ordre sostenen que l'existència és una propietat de segon ordre, és a dir, una propietat de propietats.
Un repte central per a les diferents teories de la naturalesa de l'existència és entendre com és possible negar de manera coherent l'existència d'alguna cosa. Un exemple és la frase «El Pare Noel no existeix». Una dificultat consisteix a explicar com el nom «Santa Claus» pot tenir sentit encara que no hi hagi Pare Noel.